# Mioscirtus wagneri
Mioscirtus wagneri är en insektsart som först beskrevs av Kittary 1859.  Mioscirtus wagneri ingår i släktet Mioscirtus och familjen gräshoppor.

## Underarter
Arten delas in i följande underarter:
- M. w. wagneri
- M. w. maghrebi
- M. w. rogenhoferi